# Lilium huidongense
Die Einteilung der Lebewesen in Systematiken ist kontinuierlicher Gegenstand der Forschung. So existieren neben- und nacheinander verschiedene systematische Klassifikationen. 
Das hier behandelte Taxon ist durch neue Forschungen obsolet geworden oder ist aus anderen Gründen nicht Teil der in der deutschsprachigen Wikipedia dargestellten Systematik.
Lilium huidongense war der Name für eine 1985 beschriebene Art aus der Gattung der Lilien (Lilium). Die Art wurde 2014 mit Lilium tenii synonymisiert.

## Beschreibung
Lilium huidongense erreicht Wuchshöhen bis zu 50 Zentimetern, der Stängel ist glatt, Wurzeln werden am Ansatz oberhalb der Zwiebel gebildet. Die verteilt stehenden Blätter sind eiförmig-lanzettlich bis lanzettlich, fünf- bis siebennervig und 7 bis 8 Zentimeter lang sowie 1,6 bis 2,4 Zentimeter breit. Ihr Rand ist fein papillös, in den Blattachseln findet sich ein Büschel weißer, krauser Härchen.
Im Juni werden bis zu vier in einer Traube stehende, nickende und glockenförmige Blüten gebildet. Linealisch-lanzettliche Tragblätter sind am Ansatz des 4 bis 6 Zentimeter langen Blütenstiels vorhanden, 6,5 bis 7 Zentimeter lang und 9 bis 12 Millimeter breit. Die Blütenhüllblätter sind hellrot und purpurn gefleckt, an der Spitze fein papillös, länglich-rund bis länglich-rund-eiförmig, rund 4 Zentimeter lang und 1,3 Zentimeter breit. Die Nektarien sind nicht papillös.
Die zueinander gebogenen Staubfäden sind knapp 2 Zentimeter lang und haarlos, die linealischen Staubbeutel rund 7 Millimeter lang. Der zylindrische Fruchtknoten ist rund 8 Millimeter lang und 2 Millimeter breit, der Griffel 2,5 Zentimeter lang. Die dreilappige Narbe ist geschwollen.

## Verbreitung
Die Art ist bisher nur ein einziges Mal im Südwesten der chinesischen Provinz Sichuan im Kreis Huidong, Autonomer Bezirk Liangshan in Höhenlagen um 3200 Meter gefunden worden.

## Systematik
Das Typusexemplar wurde im Juni 1959 von S. K. Wu gesammelt und erst 1985 von Jie Mei Xu erstbeschrieben. 2014 wurde sie dann mit Lilium tenii synonymisiert.